# Авдєєв Всеволод Миколайович
Все́волод Микола́йович Авдє́єв (псевдонім — Дядечко Пуд; нар. 1877 — пом. 1932, Харків) — український артист цирку (борець).

## Біографія
Народився 1877 року. Навчався в Києві на юридичному факультеті Імператорського університету імені святого Володимира. Був драматичним актором, брав участь у гастролях трупи Павла Орленєва. Як борець виступав під псевдонімом Дядечко Пуд з 1910 року. Пізніше перейшов на амплуа борця-коміка. Мав вагу 218 кг, зріст 183 см, окружність грудної клітини — 156 см, талію — 166 см.
До 1916 року знімався в кіно. Один із перших кіноакторів, здійснив спробу створити кінематографічну комедійну маску (фільми «Дядечко Пуд на побаченні», «Дядечко Пуд у Лунапарку», «Дядечко Пуд на селі»). Зіграв драматичну роль у фільмі «Арена помсти» за власним сценарієм.
Після 1917 року брав участь у чемпіонатах з французької боротьби, переважно у ролі арбітра. Наприкінці 1920-х років перейшов на адміністративну роботу — директор цирків у системі Українського товариства залізничних працівників.
Помер у Харкові у 1932 році.